# اس‌ام یوبی-۴
اس‌ام یوبی-۴ (به انگلیسی: SM UB-4) یک زیردریایی بود که طول آن ۹۲ فوت ۲ اینچ (۲۸٫۰۹ متر) بود. این زیردریایی در سال ۱۹۱۵ ساخته شد.